# WE LOVE ヘキサゴン 2011
『WE LOVE ♥ ヘキサゴン 2011』（ウィー・ラヴ・ヘキサゴン にせんじゅういち）は、フジテレビ系で放送されていたクイズバラエティ番組『クイズ!ヘキサゴンII』発の4作目のコンピレーション・アルバムである。同番組出演者や派生ユニットによるアルバムで、アーティスト名義は「ヘキサゴンオールスターズ」である。2011年11月23日にポニーキャニオンから発売された。
番組司会者であった島田紳助の芸能界引退、それに伴う番組終了により、本作が最後の『ヘキサゴンII』発CDとなった。

## 概要
『WE LOVE ヘキサゴン2010』から1年振り、ヘキサゴンオールスターズ（ヘキサゴンファミリー）による4作目のコンピレーション・アルバム。紳助の引退後に発売された作品であるが、作詞は1曲を除いて全て紳助の変名である「カシアス島田」によるもので、プロデュースは同じく紳助の変名「広小路亨」となっている。ただしジャケットやブックレットの写真、付属DVDの映像に紳助の姿は一切登場していない。本作で初めて、『クイズ!ヘキサゴンII』番組プロデューサーであった神原孝がアルバムのプロデューサーとして名を連ねた。
前3作がシングルとして既発表の楽曲が中心であったのに対し、本作の収録曲はすべて未発表の新曲である。参加ユニットは既存のものが中心となっている。前作（2010年11月発売）以降に発売されたサーターアンダギーのシングル収録曲はすべてユニット単体のアルバムに収録された。
ジャケット写真では初めて集合写真スタイルのものが使われた。参加者全員の写真に加えて、前作と同様にアルバム参加のない羞恥心の野久保直樹に相当するアニメキャラクター「恥（ち）」と、番組キャラクター「ヘキサくん」「ゴンちゃん」がジャケットに記載されている。
ジャケットに『クイズ!ヘキサゴンII』の"II"の表記があるアルバムは本作のみである。

### 発売までの経緯・島田紳助引退による対応
全て2011年、「番組」は『クイズ!ヘキサゴンII』を表す。
- 6月22日 - 同日放送分の番組内でアルバムの発売が決定したことを発表。

この放送分の中で、紳助が「アルバムの中に『総選挙の投票用紙』を入れます」と発言。そこで「（既にそのような企画が行われている、という出演者の指摘に対し）秋元（康）か!?」「あっち（AKB48）は爽やかに闘ってるやん、こっちは泥仕合や」と『AKB48選抜総選挙』のパロディであること、さらに「最下位は処分」と上位ではなく下位に対して何かがあることを示唆した。放送数日後に発信された番組発メールマガジン上でもプロデューサーの神原から「単なる人気投票ではない」との発言があり、企画が行われる方向であったが、アルバム発売前に番組自体が打ち切りとなり実施されなかった。
- 8月23日 - 紳助が暴力団関係者との交際があったことを理由に芸能界引退を表明、同日付で引退となった。『ヘキサゴンII』を含めた出演番組の存続が話題となる中で、楽曲のレコーディングは行われた[4]。
- 9月14日 - 同月28日を以って番組は終了すると発表[5]。
- 9月15日 - 複数の音楽ニュースサイトでアルバムの発売決定および発売日・発売形態などの情報が明かされ、同年11月26日に「ヘキサゴファミリーコンサート2011」が開催されることも公表された[1][2]。
- 9月28日 - 同日放送の『クイズ!ヘキサゴンII 卒業式2時間スペシャル』（収録は9月17日[6][7]）において、改めてアルバム発売とコンサート開催の決定を発表した。
- 10月1日 - フジテレビとポニーキャニオンによる期間限定サイトがオープン[8]。本作ではポニーキャニオンのほかによしもとアール・アンド・シーによるアルバム情報ページも開設された。
- 11月21日 - ポニーキャニオンおよびよしもとアール・アンド・シー公式サイトにおいて「このアルバムのカシアス島田による作詞印税は、作詞者の希望により、『有限会社 海の種』が推進する養殖サンゴ移植放流活動『SeaSeed』へ寄付いたします。」と発表された[9][10]。
- 11月22日 - 大阪・千里セルシーにてアルバム発売イベントが行われ、矢口真里、misono、サーターアンダギーなどが出演した[11]。
- 11月23日 - アルバム発売。
- 11月26日 - 「ヘキサゴンファミリーコンサート 2011 WE LIVE ヘキサゴン」開催。
- 11月27日 - 東京・東京ドームシティラクーアと名古屋・アスナル金山にてアルバム発売イベントが行われ、フレンズ、新選組リアン[注 4]などが出演した[11]。

## CDタイプ
前3作と同じく3種類の形態で発売。1作目、2作目のリミテッドエディションに収録されていた曲間のMCが本作ではスタンダードエディションにも収録されている。
- リミテッドエディション
  - CD（音楽トラック+MC）、DVD
  - 特典 - オリジナル卓上カレンダー、イベント参加券
- スタンダードエディション
  - CD（音楽トラック+MC）、DVD
  - 特典 - イベント参加券（初回生産分のみ）
- CD only
  - CD（音楽トラック）
  - 特典 - イベント参加券（初回生産分のみ）

## 参加者
ユニットは後述の「収録内容」の項参照のこと。
全36名が参加。
（曲順はリミテッドエディション・スタンダードエディションのもの）
- 里田まい（カントリー娘。） - M-2、10、22、24、25
- スザンヌ -  M-2、22、25
- 木下優樹菜 - M-2、22、25
- つるの剛士 - M-4、24、25（26）
- 崎本大海 - M-4、6、25
- 南明奈 - M-6、8、22、25
- クリス松村 - M-6、8、25
- 原西孝幸（FUJIWARA） - M-6、8、25
- 藤本敏史（FUJIWARA） - M-6、10、25
- 波田陽区 - M-6、16、25
- 小島よしお - M-6、25
- 矢口真里 - M-8、20、22、25
- 品川祐（品川庄司） - M-8、18、25
- 山根良顕（アンガールズ） - M-8、16、25
- 岡田圭右（ますだおかだ） - M-8、25
- 元木大介 - M-8、25
- 大沢あかね - M-8、25
- misono - M-10、20、22、24、25
- 山田親太朗 - M-12、14、25
- 森公平（新選組リアン） - M-12、14、25
- 松岡卓弥 - M-12、14、18、25
- 國定拓弥・関義哉・榊原徹士・山口純（新選組リアン） - M-14
- 冠徹弥（THE冠） - M-16、25
- 庄司智春（品川庄司） - M-16、25
- 田中卓志（アンガールズ） - M-16、25
- RYOEI - M-16、24、25
- 向井慧（パンサー） - M-18、25
- KENTA - M-25
- ラサール石井 - M-25
- 渡辺正行 - M-25
- 牧原俊幸（フジテレビアナウンサー） - M-25
- 中村仁美（フジテレビアナウンサー） - M-25
- 上地雄輔 - M-25（26）

前作発売以降『ヘキサゴンII』に出演するようになった冠、向井、KENTAの3名が初参加。前作参加者のうち、紳助のほか番組出演のなくなった辻希美、神戸蘭子、さとう里香、まいける&はなかが不参加となった。波田と大沢および2年連続アルバム不参加のダンディ坂野も2011年に番組本編への出演はない（最終回にも出演していない）が、本作および「ヘキサゴンファミリーコンサート2011」に参加している。

## 収録内容

### CD

#### リミテッドエディション・スタンダードエディション
※MCは直後の音楽トラックのユニットが担当しているが、すべて「ヘキサゴンオールスターズ」名義。
1. MC1
2. 恋をしました / Pabo [5:04] 
  - 作詞：カシアス島田、作曲：平義隆、編曲：ヒロイズム
3. MC2
4. 星の雫 / フレンズ [4:08] 
  - 作詞：カシアス島田、作曲：平義隆、編曲：内田敏夫
5. MC3
6. コハルビヨリ / 南明奈のスーパーマイルドセブン [4:33]
  - 作詞：カシアス島田、作曲：リョータ、編曲：ヒロイズム
7. MC4
8. 時の足音〜桜の旅立ち〜 / 矢口真里とストローハット [3:26]
  - 作詞・作曲：越野翔子、編曲：斎藤文護 / 岩室晶子

さとうに替わり南が参加。ヘキサゴンオールスターズのアルバム全4作の中で唯一の「カシアス島田以外の人物が作詞を担当した楽曲」である。
9. MC5
10. かけがえ / 里田まい with 合田兄妹 [4:19]
  - 作詞：カシアス島田、作曲：田中ノブマサ、編曲：下野ヒトシ

「合田兄妹」としては2年ぶりの新曲。
11. MC6
12. 君が好き / サーターアンダギー [4:58]
  - 作詞：カシアス島田、作曲：平義隆、編曲：ヒロイズム

2012年3月発売のシングル「タカラモノ」のカップリングに、同曲の韓国語バージョン「질주 〜疾走〜 〔君が好き Korean Mix〕」を収録。
13. MC7
14. 僕は待っているから / サーターアンダギー×新選組リアン [3:30]
  - 作詞：カシアス島田、作曲：リョータ、編曲：田中直
15. MC8
16. 矜恃-precious word- / エアメタルバンド feat. 冠徹弥 [4:07]
  - 作詞：カシアス島田、作曲：TOZY、編曲：冠徹弥 / 長井一功
17. MC9
18. 偏差値低い高校へ行っているみんなへ / MUSH [5:28]
  - 作詞：カシアス島田、作曲：TOZY、編曲：長澤孝志

品川・向井・松岡によるユニットで、読み方は「マッシュ」。ユニット名は向井（むかい）の「MU」、松岡（まつおか）の「M」、品川（しながわ）の「SH」をとったもの[12]。
19. MC10
20. 未来の僕へ / mari ♥ miso [4:30]
  - 作詞：カシアス島田、作曲：平義隆、編曲：内田敏夫

矢口とmisonoによるユニット。「ヘキサゴンファミリーコンサート2010」においてこの2人でフレンズの「Dear Friends-友へ-」を披露したことがきっかけで結成されたコンビ[12]。
21. MC11
22. リスタート / famille2011〜ファミーユ2011〜 [4:34]
  - 作詞：カシアス島田、作曲：小形誠、編曲：前野宏充（誤植：×前野→○前馬宏充[13]）

前作で発表された女性出演者によるユニットの第2作。神戸の離脱があったため7人から6人になり、新しく「2011」と付け加えられた。
23. MC12
24. 一人静 / ツバサ [4:28]
  - 作詞：カシアス島田、作曲：平義隆、編曲：内田敏夫
25. あすなろ〜翌檜〜 / ヘキサゴンオールスターズ [5:12]
  - 作詞：カシアス島田、作曲：平義隆、編曲：内田敏夫
26. 弱虫サンタ 〜Shame Remix 2011〜 / 羞恥心 [4:11]
  - 作詞：カシアス島田、作曲：高原兄、編曲：Caramel Pod

ボーナストラック

#### CD only
1. 恋をしました / Pabo
2. 星の雫 / フレンズ
3. コハルビヨリ / 南明奈のスーパーマイルドセブン
4. 時の足音〜桜の旅立ち〜 / 矢口真里とストローハット
5. かけがえ / 里田まい with 合田兄妹
6. 君が好き / サーターアンダギー
7. 僕は待っているから / サーターアンダギー×新選組リアン
8. 矜恃-precious word- / エアメタルバンド feat. 冠徹弥
9. 偏差値低い高校へ行っているみんなへ / MUSH
10. 未来の僕へ / mari ♥ miso
11. リスタート / famille2011〜ファミーユ2011〜
12. 一人静 / ツバサ
13. あすなろ〜翌檜〜 / ヘキサゴンオールスターズ
14. 弱虫サンタ 〜Shame Remix 2011〜 / 羞恥心

### DVD
1. スペシャルアニメーション「ヘキサな魔法学校」
2. ヘキサゴンオールスターズ「あすなろ〜翌檜〜」MUSIC VIDEO
3. ヘキサゴンファミリー MUSIC VIDEO セレクション
  - 恋のヘキサゴン（TVサイズ） / Pabo
  - 泣いてもいいですか / フレンズ
  - I Believe〜夢を叶える魔法の言葉〜 / 南明奈のスーパーマイルドセブン
  - もうすぐクリスマス / 里田まい with 合田兄妹
  - 出会えてよかった / トモとスザンヌ
  - 青春 僕 / 矢口真里
  - ラクダになるぞ / ラクダとカッパ
  - 陽は、また昇る / アラジン
  - かわいい悪魔 / 里田まい with 合田家族
  - You are my everything（ver.1） / 里田まい with 合田家族
  - ひとつ500円で買い取らせていただきます（振りビデオ） / スベラーズ
  - 幸せになろう（ショートver.） / 南明奈のスーパーマイルドセブン
  - 羞恥心（TVサイズ） / 羞恥心
4. 羞恥心「我が敵は我にあり」2009年1月1日「謹賀新年!羞恥心新春歌謡ショー」より
2009年1月1日に行われた羞恥心のイベントの映像。